# Йылмаз, Айдын
Айды́н Йылма́з (тур. Aydın Yılmaz; 29 января 1988, Стамбул) — турецкий футболист, полузащитник клуба «Карабюкспор». Айдын является выпускником академии стамбульского клуба «Галатасарай».

## Карьера
В 2002 году поступил в академию «Галатасарая». В сезоне 2004/05 выиграл с молодёжной командой чемпионство в молодёжной лиги Турции. В сезоне 2005/06 уже дебютировал за основную команду. Дебю состоялся 22 января 2006 года в матче против «Коньяспора», где Айдын на 84 минуте вышел на поле вместо Хасана Шаша, и на 90 минуте забил свой первый гол за «Галатасарай», его гол оказался победным, встреча окончилась со счетом (1:0). В сезоне 2006/07 игрока мучали травмы, и он никак не мог закрепиться в составе, и в 2007 году его отправили в аренду в «Манисаспор», где снова из-за травм так и не появился на поле. В 2008 году был передан в аренду стамбульскому клубу «Истанбул ББ», отыграв всего 7 матчей, вернулся обратно в команду. В сезоне 2008/09 сыграл 18 матчей, забил 3 мяча, получил 2 жёлтые карточки.

## Карьера в сборной
Айдын вызывался в Молодёжные сборные 63 раза, а 11 октября 2008 года получил первый вызов в основную сборную, на отборочный матч ЧМ-2010 против сборной Боснии и Герцеговины, Турция выиграла 2-1, но футболист так и не вышел на поле.
Началась карьера на международной арене у Йылмаза с вызовом в сборную Турция U-16, в команде он выполнял роль игрока тайма, как впрочем и в дальнейшем, он либо начинал матч и заменялся в начале второго тайма, либо наоборот сидел на скамье, а потом выходил на поле в промежутках 45-60 минут матча. В сезоне 2004/05 года помимо выигранного молодёжного чемпионата Турции, он был заигран за сборную U-17, где стал чемпионом юношеского Евро 04-05, сыграл в трех матчах, отыграв всего 79 минут. Его звёздный час пришёл на юношеском чемпионате мира 2005 в Перу, турки заняли четвёртое место, а Айдын отыграл во всех шести матчах три раза появившись в стартовом составе. Отыграл 292 минуты, и заработал 1 жёлтую карточку. Сейчас выступает за сборную U-21.

## Достижения
Галатасарай
- Победитель Молодёжного Чемпионата Турции (1):  2004/05
- Чемпион Турции (3): 2007/08, 2011/12, 2012/13
- Обладатель Кубка Турции (1): 2013/14
- Обладатель Суперкубка Турции (1): 2008

Сборная Турции
- Победитель чемпионата Европы U-17 2004-05
- Полуфиналист чемпионата мира U-17 2005

## Личная жизнь
В 2010 году женился на девушке по имени Экин. У пары есть дочь Мила (12.02.2012).